# 張貴人 (雍正帝)
張貴人（？—1735年），出身𣎴詳，清朝雍正帝之貴人，葬於泰陵妃園寢:353。

## 生平
目前並不清楚張貴人是在何時、以何方式被雍正帝收為後宮主位。雍正元年二月十四日，雍正帝下旨曰：「奉太后額娘懿旨，年氏側福晉封為貴妃，李氏側福晉、錢氏格格封為妃，宋氏格格、耿氏格格封為嬪」，沒有張氏之名，似乎表明她並非雍正帝潛邸時的侍妾。張氏初封為張常在，後於雍正十三年四月，晉封為張貴人 :353。由於張貴人的周年禮在乾隆元年四月二十一日舉行，可知她在雍正十三年四月二十一日去世 :353。